# Ruth Ryste
Ruth Anlaug Ryste (* 24. Juli 1932 in Bamble; † 21. September 2023) war eine norwegische Politikerin der Arbeiderpartiet (Ap). Sie war von Januar 1976 bis Oktober 1979 die Sozialministerin ihres Landes.

## Leben
Nach dem Abschluss der Schulzeit im Jahr 1950 begann Ryste im Trygdekontor, der für die Auszahlung von Sozialleistungen zuständigen Behörde, von Bamble zu arbeiten. Dort war sie bis 1970 tätig, anschließend war sie bis 1973 als Sekretärin beim Norsk Tjenestemannslag, einer Gewerkschaft für öffentliche Angestellte, tätig. Zwischen 1967 und 1971 saß Ryste zudem im Kommunalparlament von Bamble. Ab November 1973 fungierte sie bis November 1974 als persönliche Sekretärin des damaligen Verbraucher- und Verwaltungsministers Odd Sagør. Anschließend arbeitete sie bis 1976 beim Statstjenestemannskartellet, einem Teil des Gewerkschaftsdachverbands Landsorganisasjonen i Norge (LO). Am 15. Januar 1976 wurde sie zur Sozialministerin in der neu gebildeten Regierung Nordli ernannt. Sie übte das Amt bis zum 8. Oktober 1979 aus, als sie im Rahmen einer Kabinettsumbildung ihr Amt an Arne Nilsen übergab.
Nach ihrer Amtszeit als Ministerin war sie vor allem in der Flüchtlingsarbeit aktiv. So war Ryste von 1979 bis 1982 Direktorin der NRC Flüchtlingshilfe und anschließend bis 1987 Direktorin von Statens flyktningssekretariat (deutsch: Flüchtlingssekretariat des Staates). Zwischen 1988 und 1995 war sie als Sonderberaterin für Einwanderungsthemen im Kommunalministerium tätig. Von 2007 bis 2011 saß Ryste im Stadtrat von Porsgrunn.
Sie verstarb am 21. September 2023.